# Bruce Lee
Lee Jun-fan (chinês tradicional: 李振藩; São Francisco, 27 de novembro de 1940 – Kowloon, 20 de julho de 1973), conhecido mundialmente como Bruce Lee, foi um artista marcial, ator, diretor de cinema, produtor cinematográfico, roteirista, instrutor de artes marciais, filósofo e autor sino-americano. Ele foi o fundador do Jeet Kune Do, uma filosofia híbrida de artes marciais derivada de diferentes disciplinas de combate, que, muitas vezes, é creditada por pavimentar o caminho para as Artes Marciais Mistas (do inglês, MMA: Mixed Martial Arts). Lee é considerado por comentaristas/críticos, pela mídia e por outros artistas marciais o mais influente artista marcial de todos os tempos e um ícone da cultura pop do século XX, que fez a ponte entre o Oriente e o Ocidente. Ele é creditado por ter ajudado a mudar a maneira como os asiáticos eram apresentados nos filmes americanos. Filho da estrela de ópera cantonesa Lee Hoi-chuen, Bruce Lee nasceu na área de Chinatown, em São Francisco, nos Estados Unidos. Seus pais eram de Hong Kong (então, colônia britânica), por isso foi criado com sua família lá, em Kowloon. Ele foi apresentado à indústria cinematográfica por seu pai e apareceu em vários filmes como ator infantil. Lee mudou-se para os Estados Unidos aos 18 anos para receber seu ensino superior na Universidade de Washington em Seattle, e foi nessa época que ele começou a ensinar artes marciais. Seus filmes produzidos em Hong Kong e Hollywood elevaram o tradicional filme de artes marciais a um novo nível de popularidade e aclamação, tendo despertado um grande interesse na nação chinesa, que se mantém até os dias atuais. A direção e o tom de seus filmes influenciaram e mudaram radicalmente os filmes de artes marciais e as artes marciais em geral em todo o mundo.
Ele foi conhecido por seus papéis em cinco longas-metragens de artes marciais no início dos anos 70: The Big Boss (O Dragão Chinês, 1971) e Fist of Fury (A Fúria do Dragão, 1972), de Lo Wei; The Way of the Dragon (O Voo do Dragão, 1972), da Golden Harvest, dirigida e escrita por Bruce Lee; Enter the Dragon (Operação Dragão,
1973), da Warner Brothers e da Golden Harvest, e Game of Death (Jogo da Morte, 1978), ambas dirigidas por Robert Clouse. Lee se tornou uma figura icônica conhecida em todo o mundo, especialmente entre os chineses, com base em sua representação do nacionalismo chinês em seus filmes e entre asiático-americanos, por desafiar os estereótipos associados ao homem asiático emasculado. Ele treinou a arte do Wing Chun e, mais tarde, combinou suas outras influências de várias fontes no espírito de sua filosofia pessoal de artes marciais, que ele apelidou de Jeet Kune Do (O Caminho do Punho Interceptador). Lee tinha residências em Hong Kong e Seattle.

## Biografia

### Primeiros anos
No ano e na hora do lendário dragão chinês, Bruce Lee nascia no Hospital Chinês de Chinatown, em São Francisco, na Califórnia, durante uma turnê de ópera chinesa, da qual seus pais eram integrantes. Voltou para Hong Kong (colônia britânica até 1997) com apenas três meses de idade, cresceu e viveu lá até o fim de sua adolescência. Seu pai se chamava Lee Hoi-chuen, e sua mãe, Grace Ho. Bruce foi o quarto de cinco filhos. Por seus pais serem artistas da ópera chinesa, Bruce atuou em vários filmes chineses durante sua infância.

### Nomes
O nome de nascimento era Lee Jun-fan (chinês tradicional: 李振藩). O nome, homofonicamente, significa "retornar de novo". O nome foi-lhe dado por sua mãe, que sentia que ele retornaria aos Estados Unidos quando tivesse idade para tanto. Por causa do espírito supersticioso da sua mãe, ela o apelidou de Sai-fon (細鳳), que é um nome feminino que significa "pequena fênix". O nome em inglês "Bruce" fora dado pela médica do hospital, Mary Glover. Bruce Lee tinha outros três nomes em chinês: Li Yuanxin (李源鑫), um nome de família; Li Yuanjian (李元鑒), um nome de estudante enquanto ele cursava em La Salle College, em Hong Kong; e seu nome artístico, Li Xiaolong (李小龍; Xiaolong significa "pequeno dragão").
O nome de batismo de Bruce Lee, Jun-fan, era escrito originalmente 震藩. Porém, o caractere chinês Jun (震) era idêntico ao de uma parte do nome de seu avô, Lee Jun-biu (李震彪). Logo, o caractere chinês para Jun no nome de Lee fora mudado para o homófono 振, para evitar o tabu nominal dentro da tradição chinesa.

### Família
O pai de Bruce, Lee Hoi-cuen, foi um dos maiores intérpretes de ópera cantonesa e ator do cinema chinês. Completou um ano de turnê com a ópera cantonesa nas vésperas da invasão japonesa em Hong Kong durante a Segunda Guerra Mundial. Lee Hoi-chuen ficou em turnê nos Estados Unidos por muitos anos, realizando apresentações em inúmeras comunidades chinesas. Lee Hoi-chuen decidiu voltar para Hong Kong depois que sua esposa deu à luz Bruce, em 1940. Poucos meses após retornarem, Hong Kong foi invadida e viveu três anos e oito meses sob ocupação japonesa. A família Lee sobreviveu razoavelmente bem aos tempos de guerra. Com o fim da guerra, o pai de Bruce decidiu retomar sua carreira de dentista e se tornou uma estrela de maior sucesso durante os anos de "reconstrução" de Hong Kong.
A mãe de Bruce Lee, Grace Ho, pertencia a um dos clãs mais ricos e poderosos em Hong Kong, os Senhores de Ferro. Ela era sobrinha de Sir Robert Ho-tung, o patriarca do clã e um importante empresário euroasiático de Hong Kong. Com isso, o jovem Bruce Lee cresceu num ambiente rico e privilegiado. Também pelo lado materno, Bruce Lee era familiar de Stanley Ho, um importante magnata de casinos de Macau.

### 1940 a 1958: Primeiros papéis, estudo e iniciação nas artes marciais
O pai de Lee, Lee Hoi-chuen, foi uma famosa estrela da ópera cantonesa. Como resultado, o jovem Lee foi apresentado ao mundo do cinema desde muito jovem e apareceu em vários filmes quando criança. Lee teve seu primeiro papel como bebê, no filme Golden Gate Girl. Aos nove anos, ele coestrelou com seu pai em The Kid (1950), baseado em um personagem de quadrinhos. Foi seu primeiro papel principal. Quando Lee completou 18 anos, já tinha aparecido em 20 filmes.

Lee e Yip Man

Depois de estudar na Tak Sun School (ficava a dois quarteirões de sua casa, na 218 Nathan Road, Kowloon), Lee entrou numa rígida escola de ensino médio, a La Salle College, entre 1950 e 1952 (com 12 anos). Em 1956, devido ao fraco desempenho acadêmico e possivelmente a uma má conduta, foi transferido para o St. Francis Xavier's College, onde seria orientado pelo irmão Edward, professor e treinador da equipe de boxe da escola.
Depois que Lee se envolveu em várias lutas de rua, seus pais decidiram que ele precisava ser treinado em artes marciais. O amigo de Lee, William Chemung, o apresentou a Yip Man, mas ele foi rejeitado por causa da regra de longa data no mundo das artes marciais chinesas de não ensinar estrangeiros. Sua formação de um quarto alemã por parte de sua mãe seria um obstáculo inicial para seu treinamento de Wing Chun; no entanto, Cheung o recomendou, e Lee foi aceito na escola. Lee começou a treinar Wing Chun com Yip Man. Yip tentou evitar que seus alunos lutassem nas gangues de rua de Hong Kong, incentivando-os a lutar em competições organizadas. Depois de um ano de treinamento de Wing Chun, a maioria dos outros alunos de Yip Man se recusou a treinar com Lee porque soube da sua ascendência mista (os chineses eram contra o ensino de suas técnicas de artes marciais a não asiáticos). O sparring de Lee, Hawkins Cheung, afirma: "Provavelmente, menos de seis pessoas em todo o clã Wing Chun foram ensinadas pessoalmente, ou mesmo parcialmente ensinadas, por Yip Man". No entanto, Lee mostrou um grande interesse no Wing Chun e continuou a treinar em particular com Yip Man, William Cheung e Wong Shun-leung.
Em 1958, Bruce Lee venceu o Torneio Interescolar de Boxe de Hong Kong, eliminando o campeão anterior, Gary Elms, na final. Também foi dançarino, tendo vencido o Campeonato de Chá-chá-chá da Colônia da Coroa Britânica (Hong Kong) no mesmo ano.

### 1959 a 1964: Estudos contínuos e descoberta das artes marciais
Até o final da adolescência, as brigas de rua de Lee se tornaram mais frequentes e incluíam bater no filho de uma temida tríade familiar. Em 1958, depois que alunos de Choy Li Fut, uma escola rival de artes marciais, desafiaram a escola de Wing Chun de Lee, ele se envolveu em uma luta em um telhado. Em resposta a um soco injusto de outro menino, Bruce espancou-o tanto que ele arrancou um dente, levando os pais do menino a uma queixa à polícia. A mãe de Lee teve que ir a uma delegacia de polícia e assinar um documento dizendo que ela assumiria total responsabilidade pelas ações de Bruce se eles o libertassem sob sua custódia. Embora não tenha mencionado o incidente ao marido, ela sugeriu que Bruce, sendo cidadão americano, voltasse para os Estados Unidos. O pai de Lee concordou, já que as perspectivas de Lee na faculdade, caso ele permanecesse em Hong Kong, não eram muito promissoras.
O detetive da polícia veio e disse: "Com licença, Sr. Lee, seu filho está realmente lutando mal na escola. Se ele entrar em apenas mais uma briga, eu terei que colocá-lo na prisão".— Robert Lee
Em abril de 1959, os pais de Lee decidiram mandá-lo para os Estados Unidos para ficar com sua irmã mais velha, Agnes Lee (李秋鳳), que já morava com amigos da família em San Francisco. Depois de vários meses, ele se mudou para Seattle em 1959 para continuar seus estudos do ensino médio, onde também trabalhou para Ruby Chow como garçom em seu restaurante. O marido de Chow era colega de trabalho e amigo do pai de Lee. O irmão mais velho de Lee, Peter Lee (李忠琛), também iria se juntar a ele em Seattle por uma curta estadia antes de ir para Minnesota para cursar a faculdade. Naquele ano, Lee também começou a ensinar artes marciais. Ele chamou o que ensinou de Jun Fan Gung Fu (literalmente, Kung Fu de Bruce Lee). Era basicamente sua abordagem ao Wing Chun. Lee ensinou amigos que conheceu em Seattle, começando com o praticante de judô Jesse Glover, que continuou a ensinar algumas das primeiras técnicas de Lee. Taky Kimura se tornou o primeiro instrutor assistente de Lee e continuou a ensinar sua arte e filosofia após a morte de Lee. Lee abriu sua primeira escola de artes marciais, chamada Instituto Lee Jun Fan Gung Fu, em Seattle.
Em dezembro de 1960, Lee concluiu o ensino médio e recebeu seu diploma da Edison Technical School em Capitol Hill, em Seattle.
Em março de 1961, Lee matriculou-se na Universidade de Washington e estudou artes dramáticas, filosofia, psicologia e várias outras disciplinas. Apesar do que o próprio Lee e muitos outros afirmaram, a especialização oficial de Lee era drama em vez de filosofia, de acordo com um artigo de 1999 na publicação de ex-alunos da universidade.
Lee abandonou a faculdade no início de 1964 e mudou-se para Oakland para morar com James Yimm Lee. James Lee era vinte anos mais velho que Bruce Lee e um conhecido artista marcial chinês na área. Juntos, eles fundaram o segundo estúdio de artes marciais Jun Fan em Oakland. James Lee também foi responsável por apresentar Bruce Lee a Ed Parker, um artista marcial americano. A convite de Parker, Lee apareceu no Long Beach International Karate Championships de 1964 e realizou repetições de flexões de dois dedos (usando o polegar e o indicador de uma mão) com os pés separados aproximadamente na largura dos ombros. No mesmo evento de Long Beach, ele também deu o "soco de uma polegada". Lee ficou em pé, o pé direito à frente com os joelhos ligeiramente flexionados, na frente de um parceiro parado em pé.
O braço direito de Lee estava parcialmente estendido e seu punho direito estava a aproximadamente 2,5 cm do peito do parceiro. Sem retrair o braço direito, Lee então deu o soco à força no voluntário Bob Baker enquanto mantinha amplamente sua postura, mandando Baker para trás e caindo em uma cadeira que teria sido colocada atrás de Baker para evitar lesões, embora o impulso de Baker logo o tenha feito cair no piso. Baker relembrou: "Disse a Bruce para não fazer esse tipo de demonstração novamente. Quando ele me deu um soco pela última vez, tive que ficar em casa sem trabalhar porque a dor em meu peito era insuportável". Foi no campeonato de 1964 que Lee conheceu o mestre de Taekwondo Jhoon Goo Rhee. Os dois desenvolveram uma amizade — um relacionamento do qual se beneficiaram como artistas marciais. Rhee ensinou a Lee o chute lateral em detalhes, e Lee ensinou a Rhee o soco "não telegráfico". Rhee aprendeu o que chama de "accupunch" com Lee e incorporou-o ao taekwondo americano. O "accupunch" é um soco rápido e muito difícil de bloquear, baseado no tempo de reação humana — "a ideia é terminar a execução do soco antes que o oponente possa completar a comunicação cérebro-pulso".
Na Chinatown de Oakland, em 1964, Lee teve uma disputa particular com Wong Jack-man, um aluno direto de Ma Kin Fung, conhecido por seu domínio de Xingyiquan, Shaolin do Norte e T'ai chi ch'uan. De acordo com Lee, a comunidade chinesa emitiu um ultimato para ele parar de ensinar não chineses. Quando ele se recusou a obedecer, ele foi desafiado para uma partida de combate com Wong. O acordo era que se Lee perdesse, ele teria que fechar sua escola, enquanto se ganhasse, ele estaria livre para ensinar os brancos, ou qualquer outra pessoa. Wong negou, afirmando que pediu para lutar contra Lee depois que ele se gabou durante uma de suas manifestações em um teatro de Chinatown que ele poderia vencer qualquer um em San Francisco, e que o próprio Wong não discriminou os brancos ou outros não-chineses. Lee comentou: "Esse jornal tivesse todos os nomes dos sifu de Chinatown, mas eles não me assustam". Indivíduos conhecidos por terem testemunhado a partida incluem Cadwell, James Lee (sócio de Bruce Lee, sem parentesco) e William Chen, um professor de T'ai chi ch'uan. Wong e William Chen afirmaram que a luta durou de 20 a 25 minutos inusitadamente longos. Wong afirma que, embora originalmente tivesse esperado uma luta séria, mas educada, Lee o atacou agressivamente com a intenção de matar. Quando Wong apresentou o tradicional aperto de mão, Lee pareceu aceitar a saudação, mas em vez disso, Lee supostamente empurrou sua mão como uma lança apontada para os olhos de Wong. Forçado a defender sua vida, Wong, no entanto, afirmou que se absteve de golpear Lee com força mortal quando a oportunidade se apresentou porque poderia ter rendido a ele uma pena de prisão, mas usou algemas ilegais sob as mangas. De acordo com o livro de Michael Dorgan de 1980, Bruce Lee's Toughest Fight, a luta terminou devido à condição "invulgarmente sem fôlego" de Lee, em oposição a um golpe decisivo por qualquer um dos lutadores. No entanto, de acordo com Bruce Lee, Linda Lee Cadwell e James Yimm Lee, a luta durou apenas três minutos com uma vitória decisiva para Lee. No relato de Cadwell, "A luta começou, foi uma luta sem barreiras, que durou três minutos. Bruce colocou esse cara no chão e disse 'Você desiste?' e o homem disse que desistiu". Algumas semanas depois da luta, Lee deu uma entrevista alegando que havia derrotado um adversário não identificado, o que Wong diz ser uma referência óbvia a ele.
Em resposta, Wong publicou seu próprio relato da luta no Chinese Pacific Weekly, um jornal em língua chinesa em San Francisco, com um convite para uma revanche pública se Lee não estivesse satisfeito com o relato. Lee não respondeu ao convite, apesar de sua reputação de responder violentamente a todas as provocações, e não houve mais anúncios públicos por parte de qualquer um, embora Lee continuasse a ensinar os brancos. Lee havia abandonado a ideia de seguir carreira no cinema em favor das artes marciais. No entanto, uma exibição de artes marciais em Long Beach em 1964 acabou levando ao convite do produtor de televisão William Dozier para uma audição para um papel no piloto de "Number One Son" sobre Lee Chan, o filho de Charlie Chan. O show nunca se materializou, mas Dozier viu potencial em Lee.

### 1966 a 1970: papéis nos Estados Unidos e criação de Jeet Kune Do

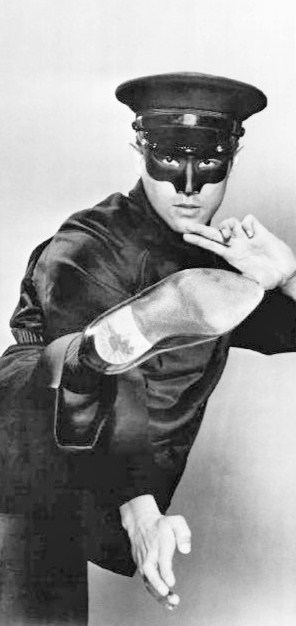
Bruce Lee como Kato em O Besouro Verde

De 1966 a 1967, Lee desempenhou o papel de Kato ao lado do personagem The Green Hornet (O Besouro Verde, no Brasil) na série de mesmo nome interpretado por Van Williams na série de TV produzida e narrada por William Dozier, baseado no programa de rádio de mesmo nome. O show durou apenas uma temporada (26 episódios) de setembro de 1966 a março de 1967. Lee e Williams também apareceram como seus personagens em três episódios crossover de Batman, outra série de televisão produzida por William Dozier.
The Green Hornet apresentou o adulto Bruce Lee ao público americano e se tornou o primeiro programa americano popular a apresentar artes marciais de estilo asiático. O diretor da série queria que Lee lutasse no típico estilo americano, usando punhos e socos. Como um artista marcial profissional, Lee recusou, insistindo que ele deveria lutar no estilo de sua especialidade. No início, Lee se moveu tão rápido que seus movimentos não puderam ser capturados no filme, então ele teve que desacelerá-los. Depois do show ter sido cancelado em 1967, Lee escreveu a Dozier agradecendo-lhe por iniciar "minha carreira no show business".
Em 1967, Lee desempenhou um papel em um episódio de Ironside.
O Jeet kune do surgiu em 1967. Depois de filmar uma temporada de The Green Hornet, Lee se viu desempregado e abriu o The Jun Fan Gung Fu Institute. A polêmica partida com Wong Jack-man influenciou a filosofia de Lee sobre as artes marciais. Lee concluiu que a luta durou muito tempo e que ele falhou em viver de acordo com seu potencial usando suas técnicas de Wing Chun. Ele considerou que as técnicas tradicionais de artes marciais eram muito rígidas e formalizadas para serem práticas em cenários de lutas de rua caóticas. Lee decidiu desenvolver um sistema com ênfase em "praticidade, flexibilidade, velocidade e eficiência". Ele começou a usar diferentes métodos de treinamento, como musculação para força, corrida para resistência, alongamento para flexibilidade e muitos outros que ele constantemente adaptava, incluindo esgrima e técnicas básicas de boxe. Lee foi influenciado pelo campeão de boxe peso-pesado Muhammad Ali, cujo footwork ele estudou e incorporou ao seu próprio estilo.

Emblema do "Jeet kune do", marca registrada da Bruce Lee Estate. Os caracteres chineses em volta significam "Usando de forma alguma como uma forma" e "Nenhuma limitação como limitação". As setas representam a interação constante entre yin e yang.

Lee enfatizou o que chamou de "estilo sem estilo". Isso consistia em se livrar da abordagem formalizada que Lee afirmava ser indicativa de estilos tradicionais. Lee sentiu que até mesmo o sistema que ele agora chamava de Jun Fan Gung Fu era muito restritivo, e eventualmente evoluiu para uma filosofia e arte marcial que ele viria a chamar de Jeet kune do ou o Caminho do Punho Interceptador. É um termo do qual ele se arrependeria mais tarde, porque Jeet kune do implicava parâmetros específicos que os estilos conotam, enquanto a ideia de sua arte marcial era existir fora de parâmetros e limitações.
Na época, dois dos alunos de artes marciais de Lee eram o roteirista de Hollywood, Stirling Silliphant e o ator James Coburn. Em 1969, os três trabalharam no roteiro de um filme chamado The Silent Flute, e foram juntos em uma busca por locações na Índia. O projeto não foi realizado na época, mas o filme de 1978, Circle of Iron, estrelado por David Carradine, foi baseado no mesmo enredo. Em 2010, foi relatado que o produtor Paul Maslansky planejou e recebeu financiamento para um filme baseado no roteiro original de The Silent Flute. Em 1969, Lee fez uma breve aparição no filme Marlowe, escrito por Silliphant, onde interpretou um bandido contratado para intimidar o detetive particular Philip Marlowe (interpretado por James Garner), que usa suas habilidades nas artes marciais para cometer atos de vandalização para intimidar Marlowe. No mesmo ano, ele foi creditado como conselheiro de caratê em The Wrecking Crew, a quarta parte da comédia de espionagem de Matt Helm, estrelada por Dean Martin. Também naquele ano, Lee atuou em um episódio de Here Come the Brides e Blondie.
Em 1970, ele foi responsável pela coreografia de luta de A Walk in the Spring Rain, estrelado por Ingrid Bergman e Anthony Quinn, novamente escrita por Silliphant.

### 1971 a 1973: filmes de Hong Kong e descoberta de Hollywood
Em 1971, Lee apareceu em quatro episódios da série de televisão Longstreet, escrita por Silliphant. Lee interpretou Li Tsung, o instrutor de artes marciais do personagem-título Mike Longstreet (interpretado por James Franciscus), e aspectos importantes de sua filosofia de artes marciais foram escritos no roteiro. De acordo com declarações feitas por Lee, e também por Linda Lee Cadwell após a morte de Lee, em 1971 Lee lançou uma série de televisão de sua autoria provisoriamente intitulada The Warrior, as discussões também foram confirmadas pela Warner Bros. no The Pierre Berton Show, Lee afirmou que tanto a Paramount quanto a Warner Brothers queriam que ele "estivesse em um tipo de coisa modernizada, e que eles acham que a ideia do faroeste está fora de questão, enquanto eu quero fazer o faroeste". De acordo com Cadwell, entretanto, o conceito de Lee foi reformulado e renomeado como Kung Fu, mas a Warner Bros. não deu a Lee nenhum crédito. A Warner Brothers afirma que há algum tempo vem desenvolvendo um conceito idêntico, criado por dois escritores e produtores, Ed Spielman e Howard Friedlander em 1969, como afirmado também pelo biógrafo de Lee, Matthew E. Polly.
De acordo com essas fontes, o motivo pelo qual Lee não foi escalado foi em parte por causa de sua etnia, mas mais ainda porque ele tinha um sotaque forte. O papel do monge Shaolin no Velho Oeste foi finalmente concedido ao então artista não marcial David Carradine. Em entrevista ao The Pierre Berton Show, Lee afirmou que entendia as atitudes da Warner Brothers em relação ao elenco da série: "Eles acham que para os negócios é um risco. Eu não os culpo. Se a situação fosse inversa, e uma estrela americana viesse para Hong Kong, e eu fosse o homem com o dinheiro, eu teria minhas próprias preocupações sobre se a aceitação estaria lá".
O produtor Fred Weintraub aconselhou Lee a retornar a Hong Kong e fazer um longa-metragem que ele poderia mostrar aos executivos em Hollywood. Não feliz com seus papéis coadjuvantes nos Estados Unidos, Lee retornou a Hong Kong. Sem saber que The Green Hornet tinha sido exibido com sucesso em Hong Kong e era extraoficialmente referido como "The Kato Show" (O Show do Kato), ele ficou surpreso ao ser reconhecido como a estrela do show. Depois de negociar com o Shaw Brothers Studio e a Golden Harvest, Lee assinou um contrato para estrelar dois filmes produzidos pela Golden Harvest.
Lee desempenhou seu primeiro papel principal em The Big Boss (1971), que provou ser um enorme sucesso de bilheteria na Ásia e o catapultou para o estrelato. Ele logo seguiu com Fist of Fury (1972), que quebrou os recordes de bilheteria anteriormente estabelecidos por The Big Boss. Tendo concluído seu contrato inicial de dois anos, Lee negociou um novo acordo com a Golden Harvest. Mais tarde, Lee formou sua própria empresa, Concord Production Inc., com Chow. Em seu terceiro filme, Way of the Dragon (1972), ele recebeu o controle total da produção do filme como roteirista, diretor, estrela e coreógrafo das cenas de luta. Em 1964, em uma demonstração em Long Beach, Califórnia, Lee conheceu o campeão de caratê Chuck Norris. Em Way of the Dragon, Lee apresentou Norris aos cinéfilos como seu oponente, o confronto deles foi caracterizado como "uma das melhores cenas de luta das artes marciais e da história do cinema". O papel foi originalmente oferecido ao campeão americano de caratê Joe Lewis. Fist of Fury e Way of the Dragon geraram US$ 100 milhões e US$ 130 milhões em todo o mundo, respectivamente.
De agosto a outubro de 1972, Lee começou a trabalhar em seu quarto filme Golden Harvest, Game of Death. Ele começou a filmar algumas cenas, incluindo sua sequência de luta com o astro do basquete americano Kareem Abdul-Jabbar, um ex-aluno de 2,20 metros. A produção foi interrompida em novembro de 1972 quando a Warner Brothers ofereceu a Lee a oportunidade de estrelar Enter the Dragon, o primeiro filme a ser produzido em conjunto por Concord, Golden Harvest e Warner Bros. As filmagens começaram em Hong Kong em fevereiro de 1973 e foram concluídas em abril de 1973. Após um mês de filmagem, outra produtora, a Starseas Motion Pictures, promoveu Bruce Lee como ator principal em Fist of Unicorn, embora ele apenas tivesse concordado em coreografar as sequências de luta do filme como um favor a seu amigo de longa data Unicorn Chan. Lee planejava processar a produtora, mas manteve sua amizade com Chan. No entanto, apenas alguns meses após a conclusão de Enter the Dragon, e seis dias antes de seu lançamento em 26 de julho de 1973, Lee morreu. Enter the Dragon se tornaria um dos filmes de maior bilheteria do ano e consolidaria Lee como uma lenda das artes marciais. O filme fez US$ 850 000 em 1973 (equivalente a US$ 4 milhões ajustados pela inflação de 2007). Enter the Dragon arrecadou US$ 350 milhões ao redor do mundo. O filme desencadeou uma breve moda nas artes marciais, resumida em canções como "Kung Fu Fighting" e alguns programas de TV

### 1978 até o presente: trabalhos póstumo

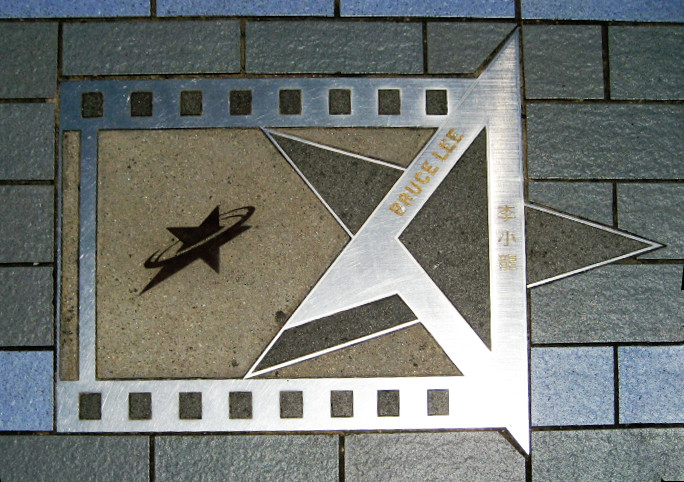
Estrela de Bruce Lee na Avenida das Estrelas, em Hong Kong

Robert Clouse, o diretor de Enter the Dragon, junto com Golden Harvest, reviveu o filme inacabado Game of Death de Lee. Lee tinha filmado mais de 100 minutos de filmagem, incluindo tomadas, para Game of Death antes de as filmagens serem interrompidas para permitir que ele trabalhasse em Enter the Dragon. Além de Abdul-Jabbar, George Lazenby, o mestre de Hapkidô Ji Han-Jae e outro aluno de Lee, Dan Inosanto, também apareceriam no filme, que culminaria no personagem de Lee, Hai Tien (vestido o agora famoso fato de treino amarelo) enfrentando uma série de desafiadores diferentes em cada andar enquanto caminham através de um pagode de cinco níveis. Em um movimento polêmico, Robert Clouse terminou o filme usando uma imagem semelhante e de arquivo de Lee de seus outros filmes com um novo enredo e elenco, que foi lançado em 1978. No entanto, o filme remendado continha apenas quinze minutos reais filmagem de Lee (ele imprimiu muitas tomadas malsucedidas) enquanto o resto tinha um sósia de Lee, Kim Tai Chung e Yuen Biao como dublês. A filmagem não utilizada que Lee havia filmado foi recuperada 22 anos depois e incluída no documentário Bruce Lee: A Warrior's Journey.

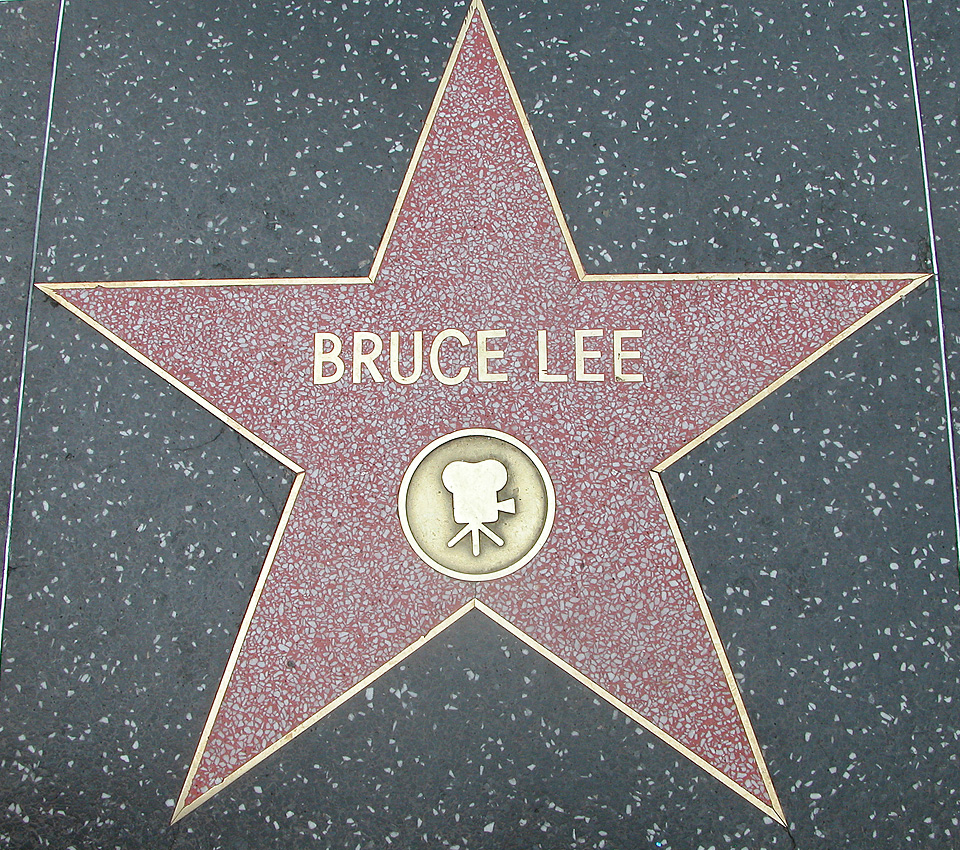
Estrela de Bruce Lee na Calçada da Fama de Hollywood

Além de Game of Death, outros projetos de filmes futuros foram planejados para apresentar Lee na época. Em 1972, após o sucesso de The Big Boss e Fist of Fury, um terceiro filme foi planejado por Raymond Chow na Golden Harvest a ser dirigido por Lo Wei, intitulado Yellow-Faced Tiger. No entanto, na época, Lee decidiu dirigir e produzir seu próprio roteiro para Way of the Dragon. Embora Lee tenha formado uma produtora com Raymond Chow, um filme de época também foi planejado de setembro a novembro de 1973 com o concorrente Shaw Brothers Studio, a ser dirigido por Chor Yuen ou Cheng Kang e escrito por Yi Kang e Chang Cheh, intitulado The Seven Sons of the Jade Dragon.
Em 2015, a Perfect Storm Entertainment e a filha de Bruce Lee, Shannon Lee, anunciaram que a série The Warrior seria produzida e iria ao ar no Cinemax e o cineasta Justin Lin foi escolhido para dirigir a série. A produção começou em 22 de outubro de 2017 na Cidade do Cabo, África do Sul. A Cinemax renovou a série para uma segunda temporada 10 episódios.
Em 25 de março de 2021, foi anunciado que o produtor Jason Kothari adquiriu os direitos de The Silent of Flute para se tornar uma minissérie, que terá John Fusco como roteirista e produtor executivo.

### Obras não produzidas
Lee também trabalhou em vários scripts. Há uma fita contendo uma gravação de Lee narrando o enredo básico de um filme provisoriamente intitulado Southern Fist / Northern Leg, mostrando algumas semelhanças com o roteiro enlatado de The Silent Flute (Circle of Iron). Outro roteiro tinha o título Green Bamboo Warrior, ambientado em San Francisco, planejado para ser coestrelado por Bolo Yeung e ser produzido por Andrew Vajna, que mais tarde passou a produzir First Blood. Fotos de testes de roupas também foram organizadas para alguns desses projetos de filmes planejados.

### Filmografia
Bruce Lee, quando criança, fez muitos filmes, mas só alcançou sucesso a partir da década de 1970 com grandes filmes de ação que o tornaram uma lenda das artes marciais.

### Morte

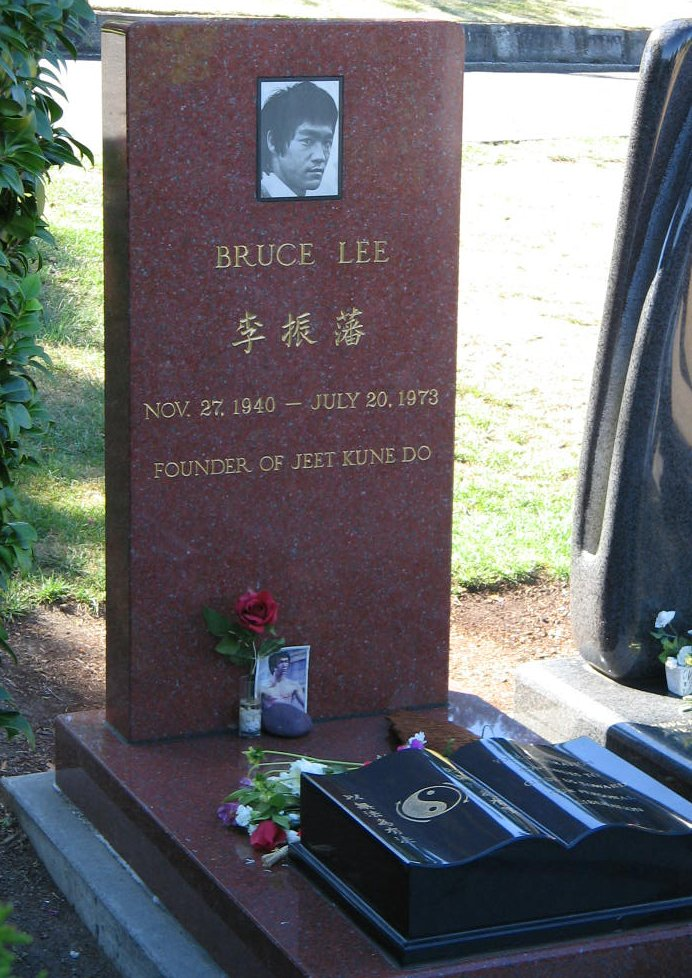
Túmulo de Bruce Lee

Em 10 de Maio de 1973, Lee desmaiou no estúdio Golden Harvest, enquanto fazia o trabalho de dublagem para o filme Operação Dragão. Ele sofreu convulsões e dores de cabeça e foi imediatamente levado para o Hospital Batista de Hong Kong, onde os médicos diagnosticaram um edema cerebral. Eles foram capazes de reduzir o inchaço com a administração do medicamento manitol. Esses mesmos sintomas que ocorreram em seu primeiro colapso depois foram repetidos no dia da sua morte. Em 20 de julho de 1973, Lee foi a Hong Kong, para um jantar com o ex-James Bond George Lazenby, com quem pretendia fazer um filme. Segundo sua esposa, Linda Lee, Lee encontrou o produtor Raymond Chow às 14 horas em casa, para discutir a realização do filme Jogo da Morte.
Eles trabalharam até às 16 horas e depois dirigiram juntos para a casa da então amante de Bruce Lee, Lee Betty Ting, uma atriz de Taiwan. Os três passaram o script em casa e, em seguida, Chow se retirou. Mais tarde, Lee se queixou de uma dor de cabeça, e Ting deu-lhe um analgésico denominado Equagesic, que incluía aspirina e meprobamato (um relaxante muscular). Cerca de 19h30min, Lee foi dormir. Quando Lee não apareceu para jantar, Chow chegou ao apartamento, mas não viu Lee acordado. Um médico foi chamado, que passou dez minutos tentando reanimá-lo antes de enviá-lo de ambulância ao hospital. Lee foi dado como morto no momento em que chegou ao hospital. Não houve lesão externa visível, porém de acordo com relatórios da autópsia, o seu cérebro tinha inchado consideravelmente, passando de 1 400 a 1 575 gramas (um aumento de 13%).
Lee tinha 32 anos. As únicas substâncias encontradas durante a autópsia foram aspirina e meprobamato, componentes do Equagesic. Em 15 de Outubro de 2005, Chow declarou, em uma entrevista, que Lee morreu de anafilaxia em reação ao medicamento Equagesic. A controvérsia ocorreu quando o doutor Don Langford, que foi médico pessoal de Lee em Hong Kong e o havia tratado durante seu primeiro colapso, acreditava que o "Equagesic não esteve envolvido de modo algum no primeiro colapso de Bruce". No entanto, o professor RD Teare, um cientista forense da Scotland Yard que supervisionou mais de mil autópsias, foi o perito superior designado para o caso Lee. Sua conclusão foi que a morte foi causada por um edema cerebral agudo devido a uma reação aos compostos presentes em medicamentos como o Equagesic.
Sua esposa Linda levou o corpo de Bruce para a cidade natal de Linda, Seattle. O corpo foi enterrado no lote 276 do Cemitério Lakeview. Seu caixão foi carregado no funeral em 31 de Julho de 1973 por Taky Kimura, Steve McQueen, James Coburn, Chuck Norris, George Lazenby, Dan Inosanto, Peter Chin, e seu irmão Robert Lee. A morte de Lee ainda é um tema de controvérsia, porém no programa Autópsia de Famosos, no Discovery Channel, o médico legista norte-americano, Richard Shepherd, concluiu que houve uso excessivo de cortisona, por conta da hérnia de disco que Bruce Lee sofria há 3 anos, gerando uma crise adrenal, por uso excessivo de esteroides.

## Filosofia
Embora Bruce Lee seja mais conhecido como artista marcial, também estudou teatro e filosofia enquanto frequentava a Universidade de Washington. Estudava bastante e tinha lido uma extensa quantidade de livros. Seus livros sobre artes marciais e filosofia são conhecidos pelos seus pensamentos, tendo inclusive sido publicada a sua poesia de tema livre.
Seja água, meu amigo!
Se você deita água num copo, ela se torna o copo.
Se você deita água numa garrafa, ela se torna a garrafa.
A água pode fluir ou pode colidir.
A vida é um processo fluente. E, pelo caminho, coisas desagradáveis ocorrerão. Poderão deixar cicatrizes, mas a vida continua a fluir. É como a água que flui, estagna-se e estraga-se. Não pare! Continue com bravura, porque cada experiência nos ensina uma lição!
Sua filosofia eclética espelhava suas crenças e lutas, embora afirmasse que as artes marciais eram apenas uma metáfora para tais ensinamentos. Acreditava que qualquer conhecimento o levaria ao autoconhecimento e disse que seu método escolhido era a autoexpressão através das artes marciais. Suas influências incluem o taoismo, Jiddu Krishnamurti e o budismo. Quando Little John lhe perguntou, em 1972, qual era sua religião, Lee respondeu: "Nenhuma." Também em 1972, quando lhe perguntaram se acreditava em Deus, ele respondeu: "Para ser perfeitamente franco, na verdade não".

## Aptidão física

Lee no filme O Voo do Dragão de 1972

Bruce Lee era conhecido pela sua aptidão física e pelo desenvolvimento avançado dos músculos do corpo. Seus exercícios e treinamentos de musculação cumpridos com dedicação tornaram-no tão forte quanto uma pessoa de seu porte poderia ficar. Depois de sua luta com Jack Wong-man, em 1965, Lee se focou totalmente no treinamento de artes marciais. Sentia que muitos artistas marciais de sua época não passavam tempo suficiente treinando o condicionamento físico. Bruce incluiu, em seus exercícios de condicionamento, todos os elementos da força e da aptidão muscular, da resistência muscular, da resistência cardiovascular e da flexibilidade. Tentou técnicas tradicionais de musculação para construir músculos volumosos ou aumentar a massa muscular. No entanto, Lee teve o cuidado de advertir que a preparação mental e espiritual era fundamental para o sucesso do treinamento físico nas habilidades de artes marciais.

### Os abdominais de Bruce Lee

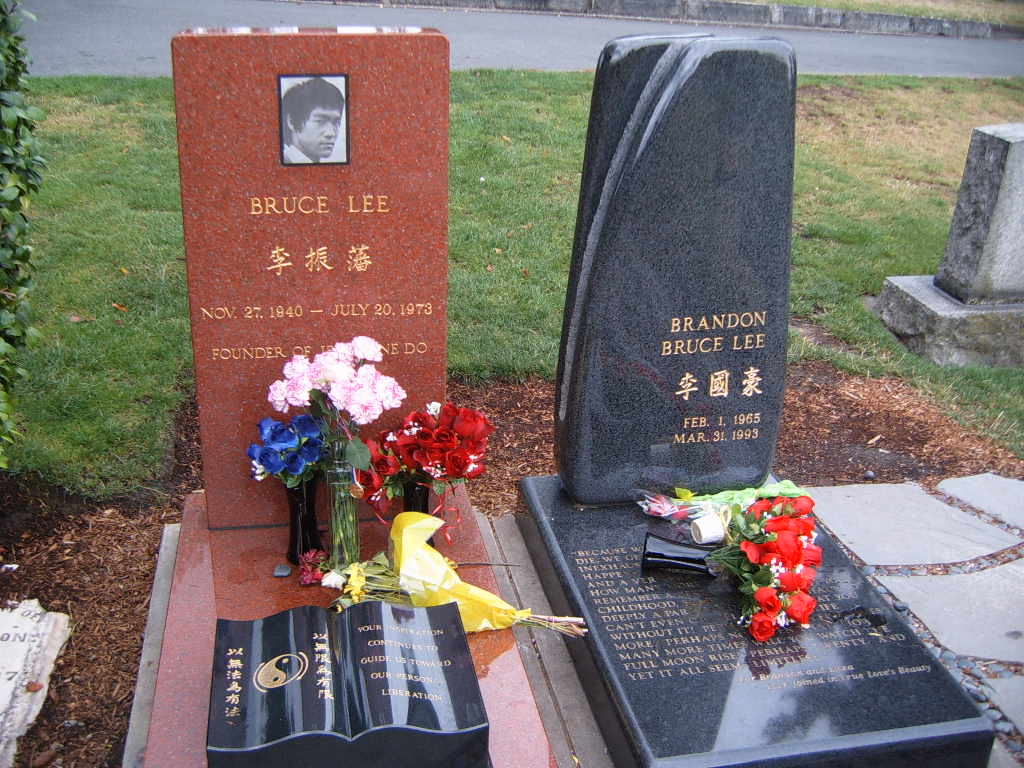
Lado a lado, os túmulos de Bruce Lee e de seu filho Brandon

De todas as partes do corpo que Bruce Lee desenvolveu, os seus músculos abdominais eram os mais espetaculares: sólidos como pedra ao toque, profundamente cortados e altamente definidos. Bruce acreditava que os abdominais eram um dos mais importantes grupos musculares para um artista marcial, já que virtualmente todo movimento requer algum grau de trabalho abdominal. A esposa de Lee, Linda Emery, afirma que o seu falecido marido "era um fanático por treinos abdominais. Estava sempre a fazer agachamentos, abdominais, movimentos de cadeira romanos, elevações de perna, e abdominais em V."
De acordo com algumas notas iniciais de Lee, o seu treino diário abdominal incluía:
- Torção de cintura — quatro séries de 90 repetições.
- Abdominais (sit-ups) com torções — quatro séries de 20 repetições.
- Elevações de perna — quatro séries de 20 repetições.
- Torções inclinadas — quatro séries de 50 repetições.
- Pontapés em posição de rã — quatro séries de 50 repetições.

## Tributos
Desde que alcançou o estrelato e apesar de seu precoce falecimento, Bruce Lee mantém o estatuto de maior ícone das artes marciais e bebe do néctar da imortalidade graças a uma série de iniciativas por parte do seu fã-clube, da Fundação Bruce Lee e de diversas marcas de renome, como a Nokia, a Xiaomi, a Hublot, a Casio, a Nike, a ONE Championship e a Chkoudra Paris.
Em 2008, a Nokia lançou o celular Nokia N96 Bruce Lee Limited Edition. O comercial de Bruce Lee jogando tênis de mesa com nunchucks fez furor nas redes sociais.
Em 2012, a fabricante de perfumes Chkoudra Paris, em parceria com as empresas Bruce Lee, lançou três fragrâncias: Don’t Think, Feel; Be Water; Anger Blinds.
Em 2015, a Hublot, fabricante de relógios de luxo com sede na Suíça, assinalou o 75.° aniversário de Bruce Lee com uma coleção de edição limitada, The Hublot Spirit of Big Bang Bruce Lee.
Em 2020, a Casio comemorou o 80.° aniversário de Bruce Lee com o lançamento do Casio G-shock MR-G Bruce Lee Collaboration Model, uma linha de relógios resistentes ao choque.
Em 2021, a Xiaomi lançou uma gama de smartphones Android em tributo a Bruce Lee: Redmi K40 Gaming Bruce Lee Edition.
Igualmente em 2021, a ONE Championship, líder asiática das Artes Marciais Mistas, lançou uma linha de roupa esportiva, a ONE x Bruce Lee collection. A coleção está disponível online: ONE.SHOP/Brucelee.
A Nike tem colocado no mercado vários modelos de tênis com a assinatura e as famosas cores de Bruce Lee (amarelo e preto). Um bom exemplo é o Nike Kobe 5 Protro Bruce Lee.
Bruce Lee foi, outrossim, homenageado com estátuas em Los Angeles (Estados Unidos), em Hong Kong (China) e em Mostar (Bósnia e Herzegovina). Conquistou, ainda, uma estrela na Calçada da Fama de Hollywood, nos Estados Unidos, e outra na Avenida das Estrelas, em Hong Kong. Há, também, um parque temático com uma estátua gigante de 18,8 metros em Foshan, terra ancestral de Lee.

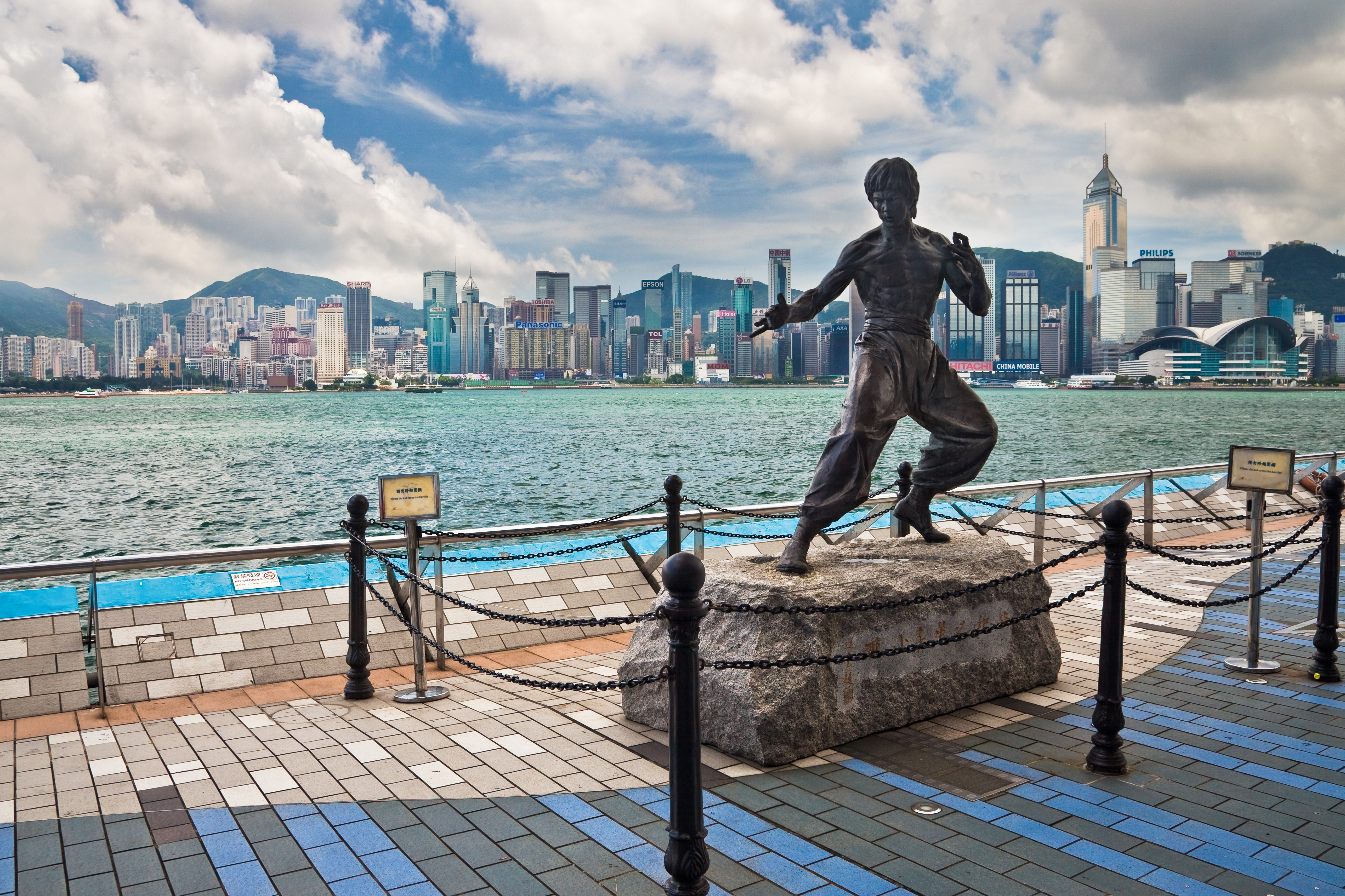
Estátua de Bruce Lee na Avenida das Estrelas em Hong Kong em 2009

Além disso, têm sido realizados documentários/séries e lançados livros sobre episódios da vida de Bruce Lee e acontecimentos póstumos.
Eis alguns exemplos de séries e documentários: Bruce Lee: A Warrior's Journey (Bruce Lee: A Jornada de um Guerreiro); The Legend of Bruce Lee (Bruce Lee: A Lenda); I am Bruce Lee (Eu sou Bruce Lee); Be Water (Seja Água); Warrior (Guerreiro).
E exemplos de livros: Bruce Lee: A Life (Bruce Lee: Uma Vida), de Matthew Polly; Bruce Lee: The Man Only I Knew (Bruce Lee: O Homem que Somente Eu Conheci), de Linda Lee; The Warrior Within (O Guerreiro Interior), de John Little; Beyond Bruce Lee (Para Além de Bruce Lee), de Paul Bowman; Striking Distance (Distância de Ataque), de Charles Russo.
A compilação de anotações de Bruce Lee e de suas publicações em vários números da revista Black Belt resultaram, respectivamente, em best-sellers: Tao of Jeet Kune Do (O Tao do Jeet Kune Do) e Bruce Lee's Fighting Method (O Método de Luta de Bruce Lee), deixando registrada a ainda grande adesão à arte e aos ensinamentos do Rei do Kung Fu.